# Press the Eject and Give Me the Tape
Press the Eject and Give Me the Tape é um álbum ao vivo da banda Bauhaus, lançado em 1982, pela gravadora Beggars Banquet Records. O álbum inclui gravações ao vivo em Londres e Liverpool, de 1981 e 1982.

## Faixas
1. "In the Flat Field – 4:27
2. "Rose Garden Funeral of Sores" (John Cale) – 5:14
3. "Dancing" – 2:33
4. "The Man With X-Ray Eyes" – 3:41
5. "Bela Lugosi Is Dead" – 9:35
6. "The Spy in the Cab" – 4:06
7. "Kick in the Eye" – 3:38
8. "In Fear of Fear" – 2:52
9. "Hollow Hills" – 4:12
10. "Stigmata Martyr" – 3:35
11. "Dark Entries" – 4:29

Faixas bônus re-lançadas no álbum de 1988:
1. "Terror Couple Kill Colonel" – 3:41
2. "Double Dare" – 5:48
3. "In the Flat Field" – 4:14
4. "Hair of the Dog" – 2:48
5. "Of Lillies and Remains" – 3:28
6. "Waiting for the Man" (Lou Reed) – 4:48

## Intérpretes
- Peter Murphy — vocais
- Daniel Ash — guitarra
- David J — baixo
- Kevin Haskins — bateria